# Hanspeter Latour
Hanspeter Latour [ˈlaːtuɾ] (* 4. Juni 1947 in Thun), «Pudi» genannt, ist ein ehemaliger Schweizer Fussballtorhüter und Fussballtrainer. Er arbeitete bis 2014 als Fussballexperte beim Schweizer Radio und Fernsehen, ist verheiratet und hat zwei Kinder.
Während seiner sportlichen Karriere spielte Latour als Torhüter in verschiedenen Vereinen. Sein grösster Erfolg als Spieler war die Berufung zum Juniorennationalspieler der Schweiz.
Nachdem Latour den FC Wil trainiert hatte, wurde er im Juli 2001 Trainer des FC Thun. Mit diesem stieg er von der Nationalliga B in die Nationalliga A auf und führte den Club trotz kleinem Budget bis an die Spitze. Latour wurde dank seiner temperamentvollen Art und seinem unerwarteten Erfolg zur Identifikationsfigur des Vereins, für den er schon als Balljunge am Spielfeldrand und später auch als Torhüter zwischen den Pfosten gestanden war. Er führte den Verein mehrere Male in den UEFA Intertoto Cup (UI-Cup). Dies gelang ihm im Frühling 2005, worauf sein Nachfolger Urs Schönenberger ein halbes Jahr später mit dem FC Thun den Einzug in die UEFA Champions League schaffte.
Anfang 2005 wechselte Latour zum Grasshopper Club Zürich, den er in kurzer Zeit aus der Krise zur UEFA-Cup-Qualifikation führte. Ab Januar 2006 war Latour Cheftrainer des Bundesligisten 1. FC Köln, dessen Abstieg in die 2. Bundesliga zum Ende der Saison 2005/06 er nicht verhindern konnte. Im November 2006 wurde er nach einem durchwachsenen Saisonbeginn und mehreren enttäuschenden Spielen in der Folge in der zweiten Liga von seinen Aufgaben entbunden. Nach dem Sommer 2007 trainierte er wieder den Grasshopper Club, wo sein Vertrag 2009 nicht verlängert wurde. Sein stetiger Begleiter und Assistent war Thomas Binggeli. 2010 machte Latour sich selbständig und verdient seitdem sein Geld mit Vorträgen und Auftritten.

## Werke
- Natur mit Latour. Weberverlag.ch, Thun/Gwatt 2020, ISBN 978-3-03818-265-8.
- Biodiversität / Artenvielfalt fotografiert und erzählt von Hanspeter Latour. Weberverlag.ch 2022, ISBN 978-3-03818-381-5.